# Ignasi Carnicer Barrufet
Ignasi Carnicer Barrufet és un polític català nascut a La Selva del Camp el 1954.
Treballador de la banca, va ingressar al Partit dels Socialistes de Catalunya (PSC) el 1977. Fou batlle de la Selva del Camp des del 1987 fins al 2007. Fou diputat pel PSC al Congrés dels Diputats per la província de Tarragona en diverses ocasions entre 1982 i 1993.
Fou vocal de la Comissió d'Indústria, Obres Públiques i Serveis del 1986 al 1987, vocal de la comissió de Control Parlamentari de RTVE del 1986 al 1993, vocal de la Comissió del Defensor del Poble del 1989 al 1992 i vocal de la comissió mixta de Relacions amb el Defensor del Poble del 1992 al 1993.
El 2014 fou arxivada la causa oberta contra ell i 11 consellers del Consell d'Administració de Catalunya Caixa a l'haver votat en contra o haver-se abstingut en la votació relativa als sobresous d'Adolf Todó i Narcís Serra.